# Mainà de collar
El mainà de collar (Acridotheres albocinctus) és una espècie d'ocell de la família dels estúrnids (Sturnidae) que habita zones obertes de Manipur, al nord-est de l'Índia, Myanmar i sud-oest de la Xina. El seus hàbitats són els herbassars tropicals, les terres llaurades i les pastures. El seu estat de conservació es considera de risc mínim.
En diverses llengües rep el nom de "minà de collar" (Anglès: Collared Myna. Espanyol: Miná acollarado).